# Hitori

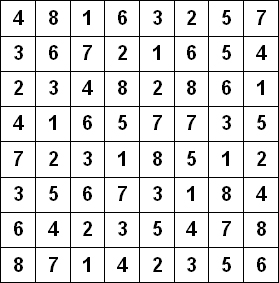
Exemplo de um puzzle Hitori incompleto veja o rodapé da página para ver a solução).

Hitori (ひとりにしてくれ Hitori ni shite kure; literalmente "deixe-me sozinho") é um tipo de desafio lógico criado e publicado pela Nikoli no Japão.

## Regras
Hitori é um jogo de eliminação de números, jogado em uma grade de quadrados, e ao contrário do Sudoku e do Kakuro, os enigmas de Hitori começam com todos os números na grade.  O objetivo é eliminar pintando algumas células de modo que não haja nenhum número duplicado em nenhuma fileira ou coluna; além disso, os quadrados eliminados (pintados) não devem tocar-se verticalmente ou horizontalmente e podem tocar-se apenas na diagonal; enquanto que todos os quadrados não pintados devem estar conectados horizontalmente ou verticalmente de forma que seja criada uma única área contígua.

## Técnicas de Solução
- A maneira fácil para se iniciar é uma seqüência de três números idênticos; o número do centro deve ser branco (não deve ser eliminado); uma vez que os números pintados não podem estar em áreas adjacentes; com isso os números a serem pintados são os que estão em ambas as extremidades preservando-se o número central.
- Quando se confirmar que uma célula deve ser pintada, todas as células adjacentes na horizontal ou na vertical não devem ser pintadas. Muitos jogadores acham útil circundar todos os números que deverem ser brancos, o que torna a leitura do enigma mais fácil de se visualizar enquanto se progride na solução.
- Quando dois números idênticos são adjacentes e a fileira ou a coluna inclui também um outro número idêntico então o número que está sozinho deve ser preto - deixando o branco faria com que os dois números adjacentes fossem pretos, o qual não é permitido.
- Todas as células que se pintadas de preto segreguem um grupo de células não pintadas, devem ser brancas e podem conseqüentemente ser circundadas.
- Qualquer número que estiver na mesma fileira ou coluna que um número branco circundado idêntico deve ser preto.
- Todo o número que for junto a dois números idênticos em lados opostos da pilha deve ser por mais branco que um dos números adjacentes tenha que ser preto e não possa ser junto a uma outra pilha preta.
- Quando quatro números idênticos estão em um quadrado dois por dois, deve haver duas células pretas na diagonal. Há duas combinações possíveis, e às vezes é possível decidir-se pelo qual está correto considerando se outra uma das variações segregar um grupo de quadrados brancos do restante da grade.

## História
Hitori é um puzzle criado pela Nikoli e foi publicado pela primeira vez na edição nº 29 da Puzzle Communication Nikoli em março de 1990.

Exemplo de um puzzle Hitori completo (veja o topo da página para ver o puzzle incompleto).